# Lukas Bormann
Lukas Bormann (* 24. Februar 1962 in Frankfurt am Main) ist Professor für Neues Testament an der Philipps-Universität Marburg.

## Leben und Wirken
Lukas Bormann studierte Evangelische Theologie an den Universitäten Frankfurt am Main, Mainz, Marburg und Heidelberg. 1993 wurde er an der Universität Frankfurt am Main zum Dr. theol. promoviert (Philippi – Stadt und Christengemeinde zur Zeit des Paulus). Im Jahr 2000 erfolgte ebenda seine Habilitation für das Fach Neues Testament mit einer Arbeit über Recht, Gerechtigkeit und Religion im Lukasevangelium.
Von 2000 bis 2004 war er Professor für Evangelische Theologie und Religionspädagogik an der Technischen Universität Braunschweig, anschließend bis 2009 Inhaber des Lehrstuhls für Evangelische Theologie III – Biblische Theologie an der Universität Bayreuth. Von 2009 bis 2014 lehrte und forschte er an der Friedrich-Alexander-Universität Erlangen-Nürnberg. Seit 2014 ist er Professor für Neues Testament an der Philipps-Universität Marburg. Seit 2016 ist er Mitglied des Senats dieser Universität. Vom 30. Juli bis 2. August 2019 war er Gastgeber des 74. General Meetings der Studiorum Novi Testamenti Societas / Society for New Testament Studies SNTS Marburg 2019.
Seit 1998 ist Bormann in verschiedenen Funktionen im Bereich E-Learning tätig. Er ist Mitglied der neutestamentlichen Forschungsgesellschaft Studiorum Novi Testamenti Societas (SNTS), der Wissenschaftlichen Gesellschaft für Theologie, des Vereins für bayerische Kirchengeschichte und der Hessischen Kirchengeschichtlichen Vereinigung.
Zu seinen Forschungsgebieten gehören die Theologie des Neuen Testaments, sozial- und kulturgeschichtliche Forschungen zum Neuen Testament im Rahmen der antiken Religionsgeschichte, das lukanische Schrifttum aus Lukasevangelium und Apostelgeschichte sowie die Deuteropaulinen. Forschungen zur Rezeptionsgeschichte des Alten und Neuen Testaments und zur Forschungsgeschichte der neutestamentlichen Wissenschaft vom 18. bis ins 20. Jahrhundert führten dazu, dass auch die Kultur- und Mentalitätsgeschichte des neuzeitlichen Protestantismus zunehmend in seinen Forschungen Berücksichtigung fanden, insbesondere Otto Dibelius, Rudolf Bultmann, Hans Meiser, Martin Niemöller, Gerhard Kittel, Werner Georg Kümmel, Dorothee Sölle, Luise Schottroff sowie der Einfluss Martin Heideggers auf die protestantische Theologie.

## Werke
- Philippi. Stadt und Christengemeinde zur Zeit des Paulus. Als: Abraham J. Malherbe, David P. Moessner (Hrsg.): Supplements to Novum Testamentum. Band 78. Verlag E. J. Brill, Leiden 1995, ISBN 90-04-10232-9 (Dissertation).
- Recht, Gerechtigkeit und Religion im Lukasevangelium. Göttingen 2001 (Habilitationsschrift).
- Walter Grundmann und das Ministerium für Staatssicherheit. Chronik einer Zusammenarbeit aus Überzeugung. 1956–1969. In: Kirchliche Zeitgeschichte, 2009, Band 22, S. 595–632; Göttingen.
- Der Brief des Paulus an die Kolosser. In Theologischer Handkommentar zum Neuen Testament. 10/I. Leipzig 2012.
- Bibelkunde – Altes und Neues Testament. 6. Auflage. Göttingen 2022, ISBN 978-3-8252-4068-4.
- (als Hrsg.): Neues Testament. Zentrale Themen (entspricht einer „Theologie des Neuen Testaments“). Neukirchener Verlag, Neukirchen-Vluyn 2014, ISBN 978-3-7887-2858-8; Rezension rezensionen.afet.de
- Theologie des Neuen Testaments. Grundlinien und wichtigste Ergebnisse der internationalen Forschung. 2. Auflage. Göttingen 2024, ISBN 978-3-8252-4838-3.
- (als Hrsg.): Abraham’s Family. A Network of Meaning in Judaism, Christianity, and Islam. Tübingen 2018, ISBN 978-3-16-156302-7.
- gem. mit  Arie Zwiep (Hrsg.), Gerhard Kittel: Auf dem Weg zu einer Biographie. Tübingen 2022.
- Kittel, Gerhard. In: NDB-online, 1. Oktober 2022.
- gem. mit Chr. Landmesser: Rudolf Bultmann und die neutestamentliche Wissenschaft der Gegenwart. Tübingen 2022.
- gem. mit Guido Baltes und Martin Meiser (Hrsg.): Understanding Abnormalities in Biblical Figures. Åbo Akademi University / Pennsylvania State University, 2023.
- gem. mit Michael Heymel (Hrsg.): Martin Niemöller – Brüche und Neuanfänge. Beiträge zu seiner Biographie und internationalen Rezeption. Göttingen 2023.
- gem. mit Manfred Gailus (Hrsg.): Otto Dibelius. Neue Studien zu einer protestantischen Jahrhundertfigur. Tübingen 2024.
- Dibelius, Otto. In: NDB-online, 1. Juli 2024.
- (als Hrsg.): Heideggers Erbe. Studien zu den Wirkungen seines Denkens. Tübingen 2025; mohrsiebeck.com
- gem. mit Ansgar Kreutzer (Hrsg.): Politische Theologien. Aufbrüche und Neukonzipierungen. Freiburg 2025, ISBN 978-3-451-02344-6.